# 井出道貞
井出 道貞（いで みちさだ、1756年（宝暦6年） - 1839年3月7日（天保10年1月22日））は江戸時代の地方史家、俳人。通称は兵部。号は松亨。『千曲之真砂』の瀬下敬忠、『四鄰譚藪』の吉沢好謙とともに、佐久の三大郷土史家と並び称される。
信濃国佐久郡臼田村の諏訪社神官の長男に生まれる。和歌を国学者の加賀美光重に、書を雪下園に学ぶ。文政年間から信濃各地を東奔西走し、神社仏閣や名所旧跡を実地を検分して考証し、1834年『信濃奇区一覧』として脱稿したものを、江戸の長谷川雪堤に縮図させ『信濃国全絵図』とし、1886年孫の井出通が校訂を加えて『信濃奇勝録』として刊行した。
子の茂高は、京都に出て円山派の画風を学んだが、1833年（天保4年）に病没したため、以後道貞が孫の通（当時6歳）を養育した。